# Szudziałowo (gmina)
Szudziałowo – gmina wiejska w województwie podlaskim, w powiecie sokólskim. W latach 1975–1998 gmina położona była w województwie białostockim.
Siedziba gminy to Szudziałowo.
Według danych z 30 czerwca 2004 gminę zamieszkiwało 3517 osób.

## Struktura powierzchni
Według danych z roku 2002 gmina Szudziałowo ma obszar 301,64 km², w tym:
- użytki rolne: 48%
- użytki leśne: 46%

Gmina stanowi 14,68% powierzchni powiatu.

## Demografia

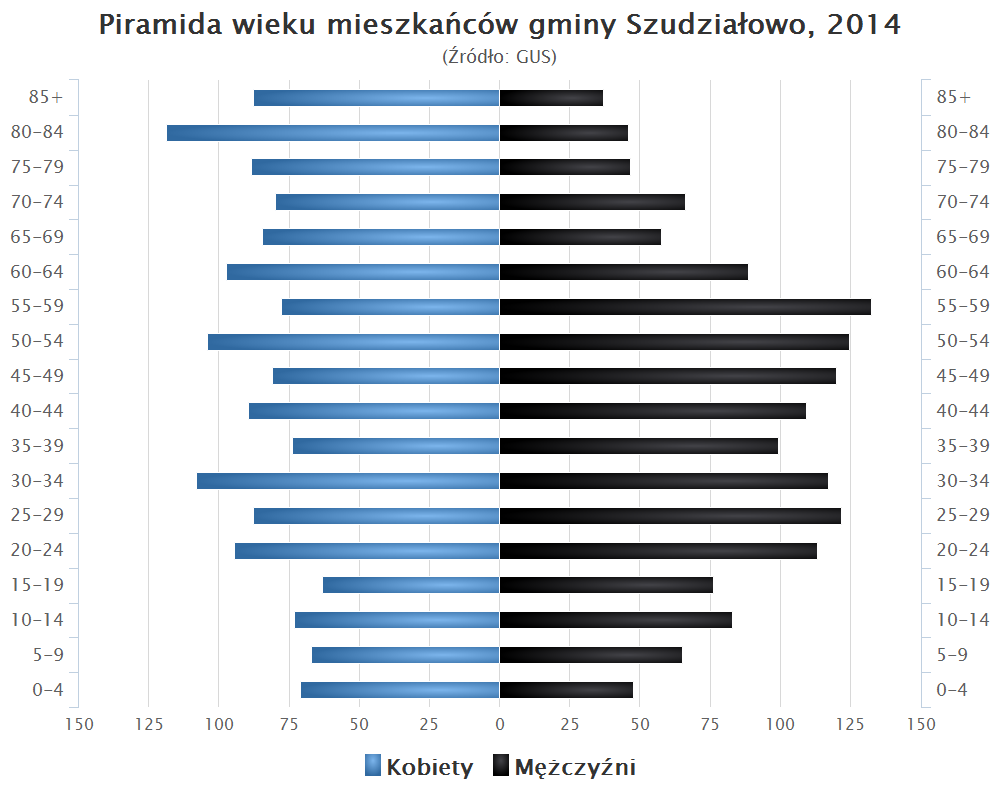
Piramida wieku mieszkańców gminy Szudziałowo w 2014 roku

Dane z 30 czerwca 2004:
| Opis                              | Ogółem | Ogółem | Kobiety | Kobiety | Mężczyźni | Mężczyźni |
| --------------------------------- | ------ | ------ | ------- | ------- | --------- | --------- |
| jednostka                         | osób   | %      | osób    | %       | osób      | %         |
| populacja                         | 3517   | 100    | 1716    | 48,8    | 1801      | 51,2      |
| gęstość zaludnienia (mieszk./km²) | 11,7   | 11,7   | 5,7     | 5,7     | 6         | 6         |

## Wsie sołeckie
Babiki, Boratyńszczyzna, Chmielowszczyzna, Grzybowszczyzna, Harkawicze, Horczaki, Knyszewicze, Kozłowy Ług, Lipowy Most, Łaźnisko, Minkowce, Miszkieniki Wielkie, Nowe Trzciano, Nowinka, Nowy Ostrów, Ostrówek, Ostrów Północny, Pierożki, Poczopek-Markowy Wygon, Rowek-Jeziorek, Słoja, Słójka, Słójka-Borowszczyzna, Sosnowik, Suchynicze, Sukowicze, Szczęsnowicze, Szudziałowo, Talkowszczyzna, Usnarz Górny, Wierzchlesie, Wojnowce, Zubrzyca Mała, Zubrzyca Wielka

## Pozostałe miejscowości
Biały Ług, Hały-Ług, Iwniki, Klin, Litwinowy Ług, Miszkieniki Małe, Stare Trzciano, .

## Integralne części wsi
Aleksandrówka, Brzozowy Hrud, Chmielowszczyzna, Dziewiczy Ług. Grodzisko, Knyszewicze Małe, Litwinowy Ług, Markowy Wygon, Miszkieniki Małe, Nowosiółki, Pierekał, Pisarzowce, Podłaźnisko, Podświdziałówka, Samogród, Suchy Hrud, Tołkacze, Zubowszczyzna

## Sąsiednie gminy
Gródek, Krynki, Sokółka, Supraśl. Gmina sąsiaduje z Białorusią.